# Przedmość
Przedmość (dawniej Przedmoście)  – wieś w Polsce położona w województwie opolskim, w powiecie oleskim, w gminie Praszka.

## Historia
Miejscowość historycznie należy do ziemi wieluńskiej i związana była z Wielkopolską. Ma metrykę średniowieczną i istnieje co najmniej od XV wieku. Wymieniona w dokumentach z 1444 i 1448 pod nazwą „Przedmoszcze”. Była wsią szlachecką .
Została odnotowana w historycznych dokumentach prawnych, własnościowych i podatkowych. W 1448 średniowieczne dokumenty odnotowały sprawę sądową o zwrot 500 grzywien, które Zygmunt Biel z Jaworzna pożyczył ojcu czterech Janów Długoszów z Grabowej pod zastaw Popowa i Przedmościa. W 1459 miała miejsce kolejna sprawa Jana i Mikołaja z Przedmościa. W 1467 Jan Długosz z Czernic sprzedał Przedmoście za 150 grzywien Janowi z P. W 1496 Barbara Białaszowa sprzedała młyn zbożowy we wsi pod fortalicją Janowi Stalowskiemu, podkomorzemu wieluńskiemu. W 1511 wieś płaciła arcybiskupstwu dziesięcinę z 1 łana osiadłego w wysokości 6 groszy. W 1552 leżała w powiecie wieluńskim w Koronie Królestwa Polskiego i była wsią opustoszałą .
Po rozbiorach Polski miejscowość znalazła się w zaborze rosyjskim. Jako wieś, folwark i młyn leżące 16 wiorst od Wielunia w powiecie wieluńskim, gminie Praszka i parafii Ożarów wymienia ją XIX-wieczny Słownik geograficzny Królestwa Polskiego. W 1888 wieś liczyła 56 domów i wraz z osiedlem Śmiałki liczyła 540 mieszkańców. W budynku młyna mieszkało 8 mieszkańców. Osiedle karczmarskie miało 2 domy i 9 mieszkańców. W folwarku stały 3 domy. W 1875 r. dobra przedmoskie składały się z folwarków Przedmoście i Kozioł oraz nomenklatury Śmiałka. Miały one w sumie 1314 morg rozległości. Folwark Przedmoście miał 300 morg gruntów ornych i ogrodów, 57 morg łąk, 22 morgi pastwisk, 751 morg lasu oraz 56 morg nieużytków – razem 1186 morg. Stało w nim 7 budynków murowanych i 16 z drewna. W uprawie stosowano płodozmian dziesięciopolowy. Folwark Kozioł liczył 118 morg gruntów ornych i ogrodów, 2 morgi łąk, 8 morg nieużytków – razem 128 morg. Stał w nim jeden murowany budynek oraz 4 z drewna. W uprawie stosowano płodozmian sześciopolowy .
W okresie międzywojennym wieś znajdowała się w II Rzeczypospolitej i leżała na linii granicznej pomiędzy państwem polskim a Niemcami. W miejscowości stacjonowała placówka Straży Celnej „Przedmoście”, a po reorganizacji placówka Straży Granicznej I linii „Przedmoście”.
W latach 1975–1998 miejscowość administracyjnie należała do województwa częstochowskiego.
Przez miejscowość przepływa rzeka Prosna. Stanowi ona atrakcję dla amatorów wędkarstwa.

## Zabytki
Do wojewódzkiego rejestru zabytków wpisany jest:

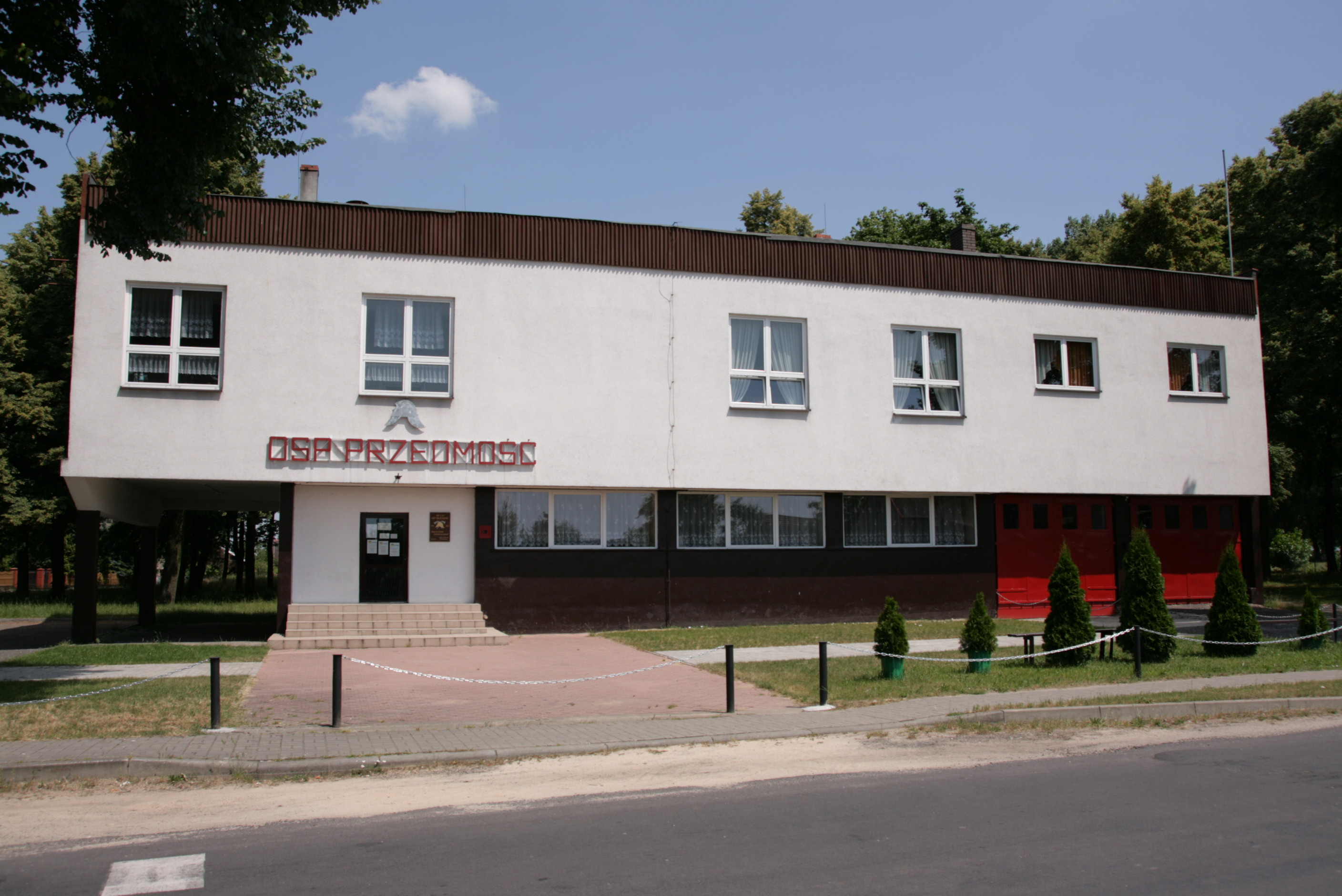
Budynek OSP w Przedmościu

- cmentarz rzym.-kat., z 1920 r.